# Софі Грей
Софі Грей (нар. 5 січня 1814, Ейзінгтон, Йоркшир — пом. 27 квітня 1871, Бішопскорт, Кейптаун) — архітекторка, дієцезна адміністраторка, художниця, наїзниця та дружина єпископа Кейптауна Роберта Грея.
Е. Хермітаж писав про неї як про «постійного супутника подорожей (Роберта Грея), невпинного секретаря і бухгалтера, вмілого дизайнера церков, світло й опора його домашнього життя в Бішопскорті».

## Англія
Вона народилася в Ейзінгтоні в Йоркширі та була п'ятою дочкою повітового сквайра Річарда Уортона Міддлтона з Дарема і Йоркширу.
Софі та її дві сестри виросли в заможній родині, яка володіла маєтками. Вони були добре освіченими, читали, вміли їздити верхи.
Уміння їздити верхи посприяло знайомству Софі з її майбутнім чоловіком Робертом Греєм.
Пара одружилася 1836 року після півроку заручин, коли Роберт був ректором Вітворт, Дарем.
Протягом дев'яти років їхнє життя в Олд-Парку та Вітворті, а також міській парафії Стоктона залишалася досить традиційним, але все змінилося після обрання Роберта одним з трьох нових колоніальних єпископств. Його обрали єпископом Кейптауна та відправили на мис Доброї Надії .

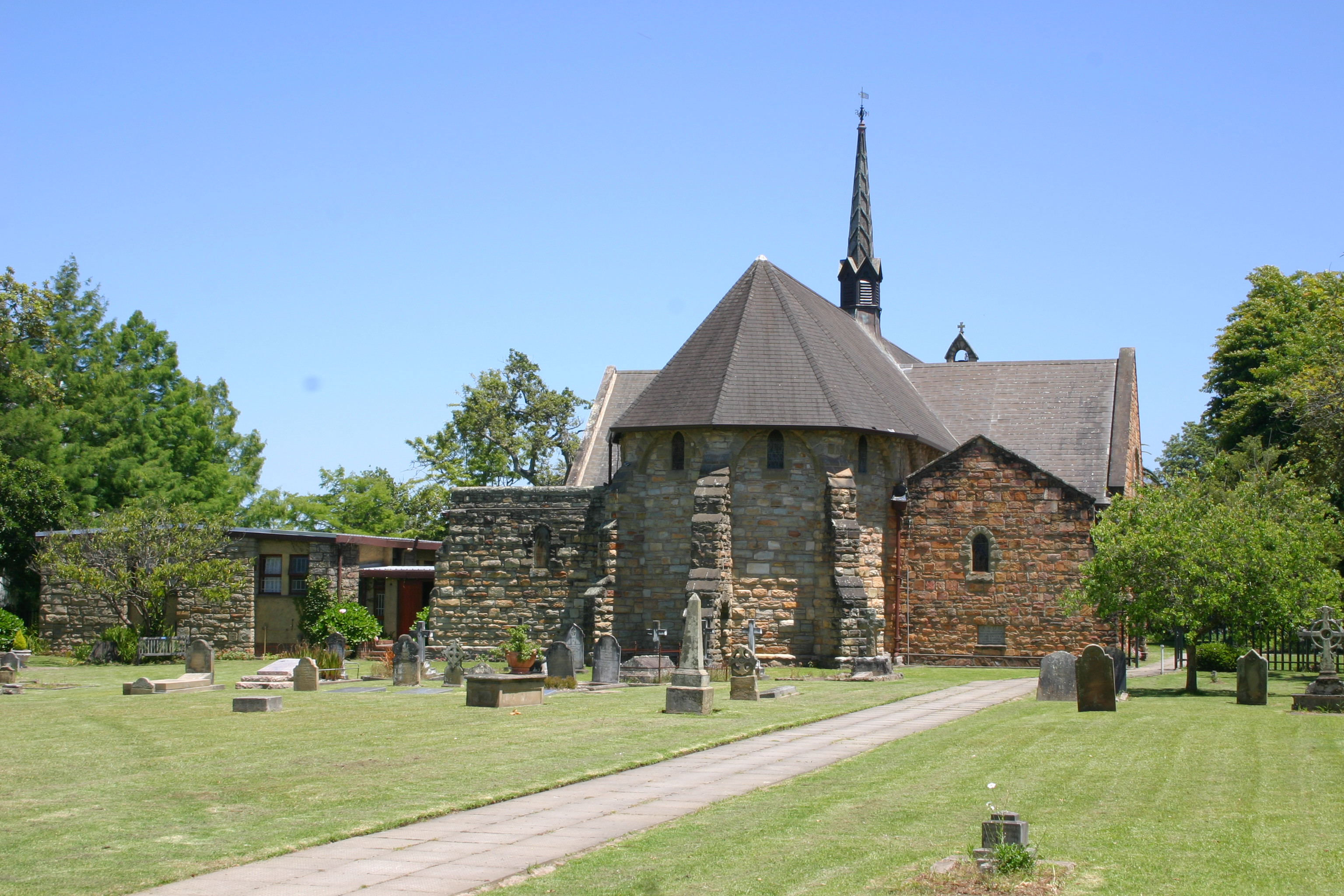
Англіканська церква святого Марка в Джорджі (ПАР)

## Південна Африка
1847 року Софі та Роберт поїхали до Кейптауна, де мали створити нову колоніальну дієцезію, збільшити кількість духовенства та створити нові церкви та школи. Тоді у Південній Африці було близько десяти англіканських церков. Після їхньої переїзду і смерті Роберта 25 років по тому кількість церков зросла до 63. Звикши до високого рівня життя, яким користуються єпископи, в тому числі до єпископського палацу, сім'я Греїв поїхала до мису із свитою слуг та своїм умеблюванням.
Подружжя оселилося на фермі Бошхевель, спочатку названої Війнберг, а пізніше перейменована в Бішопскурт, початковим власником якої був Ян ван Рібеек, перший голландський губернатор Капського мису. Господарство розміщувалося на схилах Столової гори. Тут Софі, використовуючи старі приміщення для рабів, започаткувала школу для п'яти своїх дітей та дітей громади. Попри на нелюбов до виконання соціальних зобов'язань, її дім був відкритий для постійного потоку церковних чиновників і сановників. Також вона допомагала керувати єпархією Роберта, яка включала Мис Доброї Надії, Оранжеву Республіку, Натал і острови Тристан-да-Кунья та острів Святої Єлени .
Софі Грей спроєктувала архітектурні плани церков, які могли бути адаптовані до дизайну церков і шкіл для нових англіканських парафій, які мали бути створені по всій Південній Африці. І Софі, і її чоловік віддавали перевагу неоготичному стилю церковної архітектури, який був модним у той час у Британії. Також вони прихильно ставилися до еклезіологів, і не любили романського стилю. Незважаючи на це, Софі та Роберт Грей вважали, що церковний дизайн не повинен цілковито дотримуватися англійського готичного стилю, а повинен демонструвати певну різноманітність.
Софі не лише була архітекторкою, але вела облік синодів, їхніх засідань та офіційних церемоній. Вона також вела записи кореспонденції та церковних хронік. Будучи компетентною вершницею, вона приєдналася до свого чоловіка у всіх, крім двох його тривалих подорожах. Її художню майстерність демонстрували численні акварелі та ескізи, які вона робила, і які часто використовувалась для ілюстрації журналів чоловіка. Загалом, владиці навряд чи вдалося б досягти таких успіхів без її сприяння та знань. Наче в знак визнання її внеску, у соборі Св. Георгія є вітраж, на якому зображено її в зеленій сукні для верхової їзди та капелюшку, хоча зазвичай вона носила фетровий капелюх та звичайна сукня  для верхової їзди, під яким були приталені замшеві бриджі для їзди.
Вона померла в Бішопскорт, Кейптаун 27 квітня 1871 року і була похована на кладовищі Сент-Спавіор в Клермонтоні.

## Згадки в дослідженнях
Докторська дисертація Капетоніана Десмонда Мартіна стосувалася церков, створених Греями. З понад 50 церков, побудованих у Південній Африці у період єпископства Роберта Грея, щонайменше 40 були розроблені Софі. 2005 році була опублікована книга під назвою «Церкви єпископа». Вона була проілюстрована акварелями та ескізами 40 церков Софі Грей.

## Творчий доробок
| Церкви                          | Місто                                   | Рік  | Координати                                                                |
| ------------------------------- | --------------------------------------- | ---- | ------------------------------------------------------------------------- |
| Церква святого Павла            | Річка Еерсте, Західна Капська провінція | 1848 | 34°01′38″ пд. ш. 18°44′40″ сх. д. / 34.027089° пд. ш. 18.744493° сх. д.   |
| Церква святого Якова            | Граафф-Райнет                           | 1848 | 32°15′03″ пд. ш. 24°32′12″ сх. д. / 32.25090° пд. ш. 24.53671° сх. д.     |
| Церква святого Павла            | Рондебош, Кейптаун                      | 1849 | 33°57′44″ пд. ш. 18°28′09″ сх. д. / 33.962111° пд. ш. 18.469283° сх. д.   |
| Церква святого Георгія          | Книсна                                  | 1849 | 34°02′07″ пд. ш. 23°03′01″ сх. д. / 34.03536° пд. ш. 23.05027° сх. д.     |
| Шкільна каплиця                 | Бофорт Вест                             | 1849 | 32°20′43″ пд. ш. 22°34′56″ сх. д. / 32.345383° пд. ш. 22.582288° сх. д.   |
| Христова церква                 | Колесберг                               | 1849 | 30°43′11″ пд. ш. 25°05′51″ сх. д. / 30.719813° пд. ш. 25.097551° сх. д.   |
| Церква святого Марка            | Джордж                                  | 1849 | 33°57′28″ пд. ш. 22°27′30″ сх. д. / 33.95771° пд. ш. 22.45844° сх. д.     |
| Церква Святої Трійці            | Каледон                                 | 1850 | 34°13′54″ пд. ш. 19°25′39″ сх. д. / 34.231650° пд. ш. 19.427487° сх. д.   |
| Церква святого Спаса            | Клермон, Кейптаун                       | 1850 | 33°59′02″ пд. ш. 18°27′54″ сх. д. / 33.983850° пд. ш. 18.464919° сх. д.   |
| Церква Святої Трійці            | Белвідере, Книсна                       | 1851 | 34°02′28″ пд. ш. 22°59′57″ сх. д. / 34.041186° пд. ш. 22.999063° сх. д.   |
| Церква святого Петра            | Пітермаріцбург                          | 1851 | 29°36′17″ пд. ш. 30°22′34″ сх. д. / 29.604722° пд. ш. 30.376111° сх. д.   |
| Христова церква                 | Swellendam                              | 1852 | 34°01′20″ пд. ш. 20°26′27″ сх. д. / 34.022280° пд. ш. 20.440812° сх. д.   |
| Христова церква                 | Бофорт Вест                             | 1852 | 32°20′45″ пд. ш. 22°34′57″ сх. д. / 32.3459194° пд. ш. 22.5824806° сх. д. |
| Церква святого Якова Великого   | Вустер                                  | 1852 | 33°38′45″ пд. ш. 19°26′42″ сх. д. / 33.645867° пд. ш. 19.444988° сх. д.   |
| Церква святого Івана Хрестителя | Ферма Лувен, Шонберг поблизу Герольда   | 1853 | 33°48′41″ пд. ш. 22°38′45″ сх. д. / 33.811265° пд. ш. 22.645788° сх. д.   |
| Церква Всіх Святих              | Сомерсет-Схід                           | 1854 | 32°43′01″ пд. ш. 25°35′09″ сх. д. / 32.717056° пд. ш. 25.585806° сх. д.   |
| Церква святого Павла            | Ноз Енд, Порт-Елізабет                  | 1854 | 33°56′43″ пд. ш. 25°35′23″ сх. д. / 33.945341° пд. ш. 25.589697° сх. д.   |
| Церква святого Матвія           | Міетджіе-се-Крааль                      | 1854 | 34°05′34″ пд. ш. 21°15′31″ сх. д. / 34.092683° пд. ш. 21.258495° сх. д.   |
| Шкільна каплиця                 | Моссел-Бей                              | 1855 |                                                                           |
| Каплиця святого Андрія          | Ньюлендс, Кейптаун                      | 1856 | 33°58′18″ пд. ш. 18°27′16″ сх. д. / 33.971682° пд. ш. 18.454575° сх. д.   |
| Меморіальна каплиця Армстронга  | Ендрю-коледж, Греймстаун                | 1856 | 33°18′27″ пд. ш. 26°31′07″ сх. д. / 33.307614° пд. ш. 26.518481° сх. д.   |
| Церква святого Петра            | Крадок                                  | 1857 | 32°10′20″ пд. ш. 25°36′58″ сх. д. / 32.172248° пд. ш. 25.616006° сх. д.   |
| Церква Пресвятої Богородиці     | Вудсток, Кейптаун                       | 1859 | 33°55′36″ пд. ш. 18°26′47″ сх. д. / 33.926753° пд. ш. 18.446460° сх. д.   |
| Церква Всіх Святих              | Бредасдорп                              | 1859 |                                                                           |
| Каплиця святого Андрія          | Церера                                  | 1860 | 33°22′10″ пд. ш. 19°18′39″ сх. д. / 33.369509° пд. ш. 19.310847° сх. д.   |
| Церква Святого Юуди             | Оудсшун                                 | 1860 | 33°35′15″ пд. ш. 22°12′11″ сх. д. / 33.5875861° пд. ш. 22.2031667° сх. д. |
| Каплиця Констанція              | біля Кейптауна                          | 1860 |                                                                           |
| Каплиця Всіх Святих             | Дурбанвіль                              | 1860 | 33°50′05″ пд. ш. 18°38′58″ сх. д. / 33.834707° пд. ш. 18.649350° сх. д.   |
| Церква Святої Марії             | Робертсон                               | 1861 | 33°48′05″ пд. ш. 19°52′56″ сх. д. / 33.801456° пд. ш. 19.882262° сх. д.   |
| Станція місії Святого Томаса    | Рондебош, Кейптаун                      | 1864 | 33°57′46″ пд. ш. 18°28′37″ сх. д. / 33.962764° пд. ш. 18.477080° сх. д.   |
| Церква святого Іоанна           | Кланвілліам                             | 1864 | 32°10′44″ пд. ш. 18°53′34″ сх. д. / 32.1788861° пд. ш. 18.8928611° сх. д. |
| Каплиця святого Марка           | Район шостий, Кейптаун                  | 1865 |                                                                           |
| Церква святого Патріка          | Умзінто, Квазулу-Наталь                 | 1868 | 30°18′37″ пд. ш. 30°39′53″ сх. д. / 30.310278° пд. ш. 30.664608° сх. д.   |
| Каплиця святого Августина       | Фрейзербург                             | 1869 | 31°55′00″ пд. ш. 21°30′47″ сх. д. / 31.916598° пд. ш. 21.513118° сх. д.   |
| Церква святого Луки             | Свеллендам                              | 1869 | 34°01′13″ пд. ш. 20°26′40″ сх. д. / 34.020183° пд. ш. 20.444433° сх. д.   |
| Церква святого Іоанна           | Вікторія Вест                           | 1869 | 31°24′13″ пд. ш. 23°06′45″ сх. д. / 31.403668° пд. ш. 23.112632° сх. д.   |
| Церква Всіх Святих              | Юніондайл                               | 1869 | 33°39′22″ пд. ш. 23°07′42″ сх. д. / 33.656098° пд. ш. 23.128386° сх. д.   |
| Каплиця святого Мілдреда        | Монтагу                                 | 1870 | 33°47′13″ пд. ш. 20°07′02″ сх. д. / 33.787002° пд. ш. 20.117102° сх. д.   |
| Церква святого Петра            | Плеттенбергська затока                  | 1879 | 34°03′16″ пд. ш. 23°22′29″ сх. д. / 34.054481° пд. ш. 23.374638° сх. д.   |
| Церква святого Матвія           | Віллоумор                               | 1880 | 33°17′44″ пд. ш. 23°29′20″ сх. д. / 33.295498° пд. ш. 23.488919° сх. д.   |

## Галерея

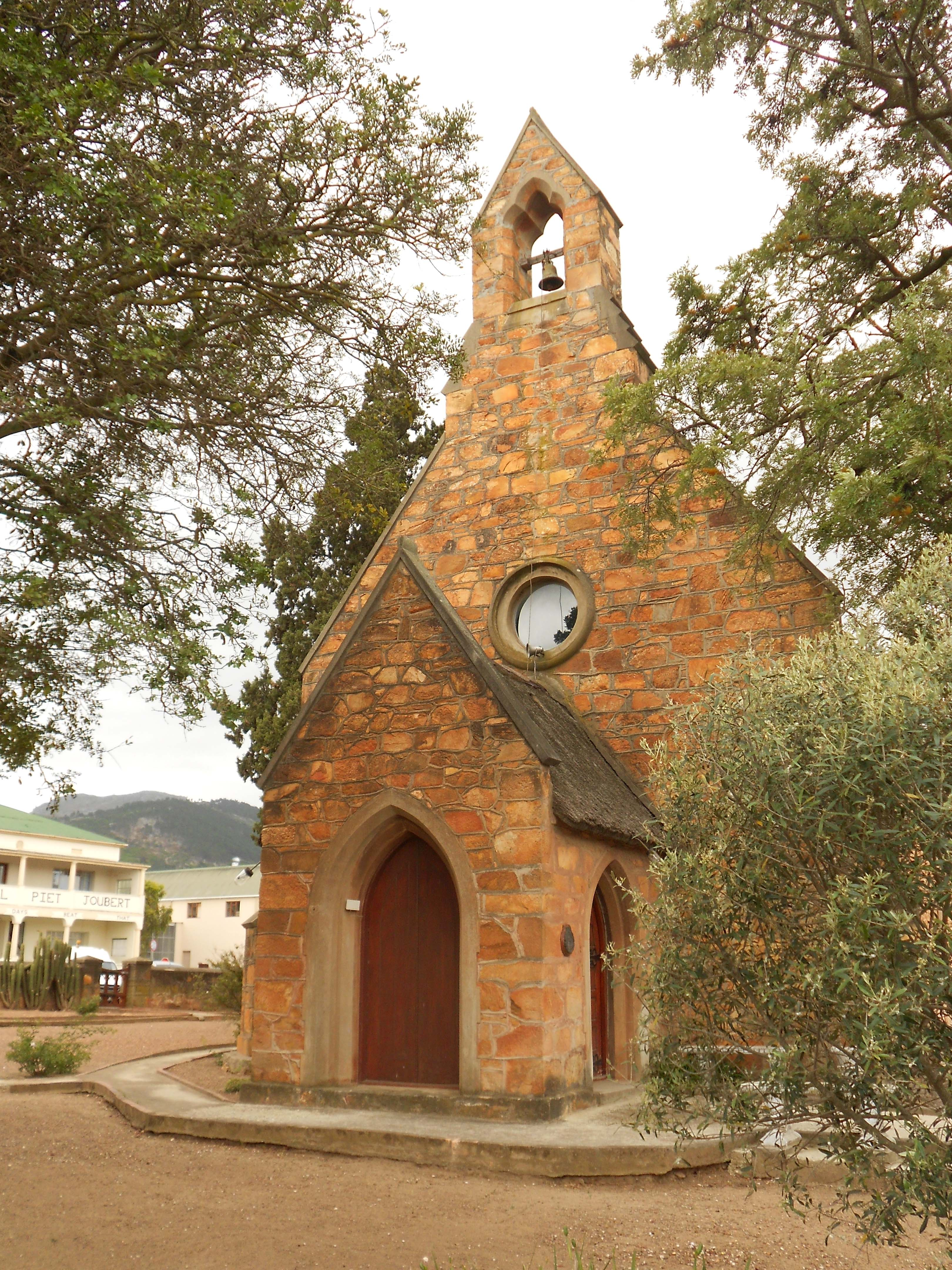
Церква святої Трійці, Каледон (1850)
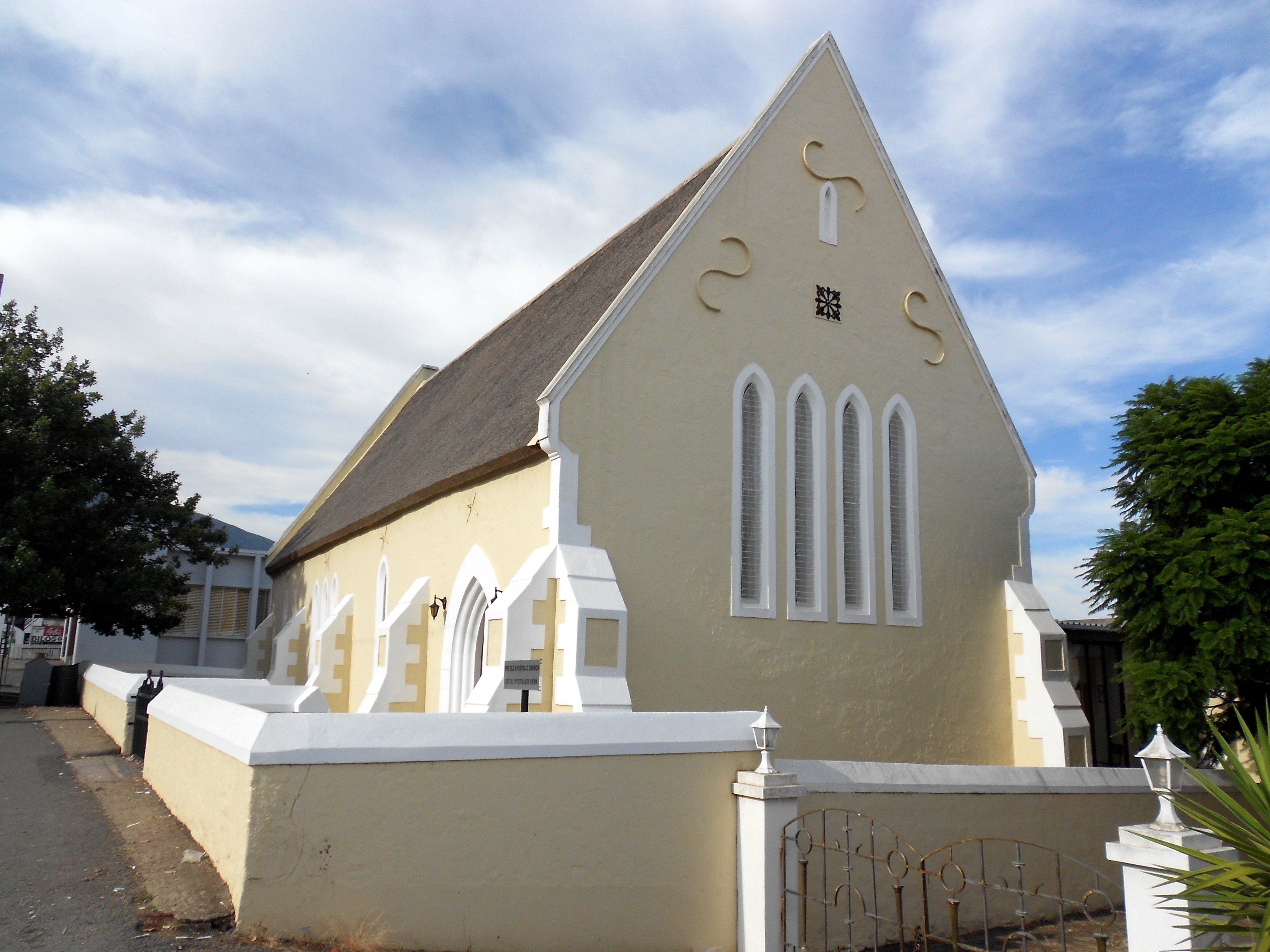
Церква місії святого Луки, Веллендам (1869)
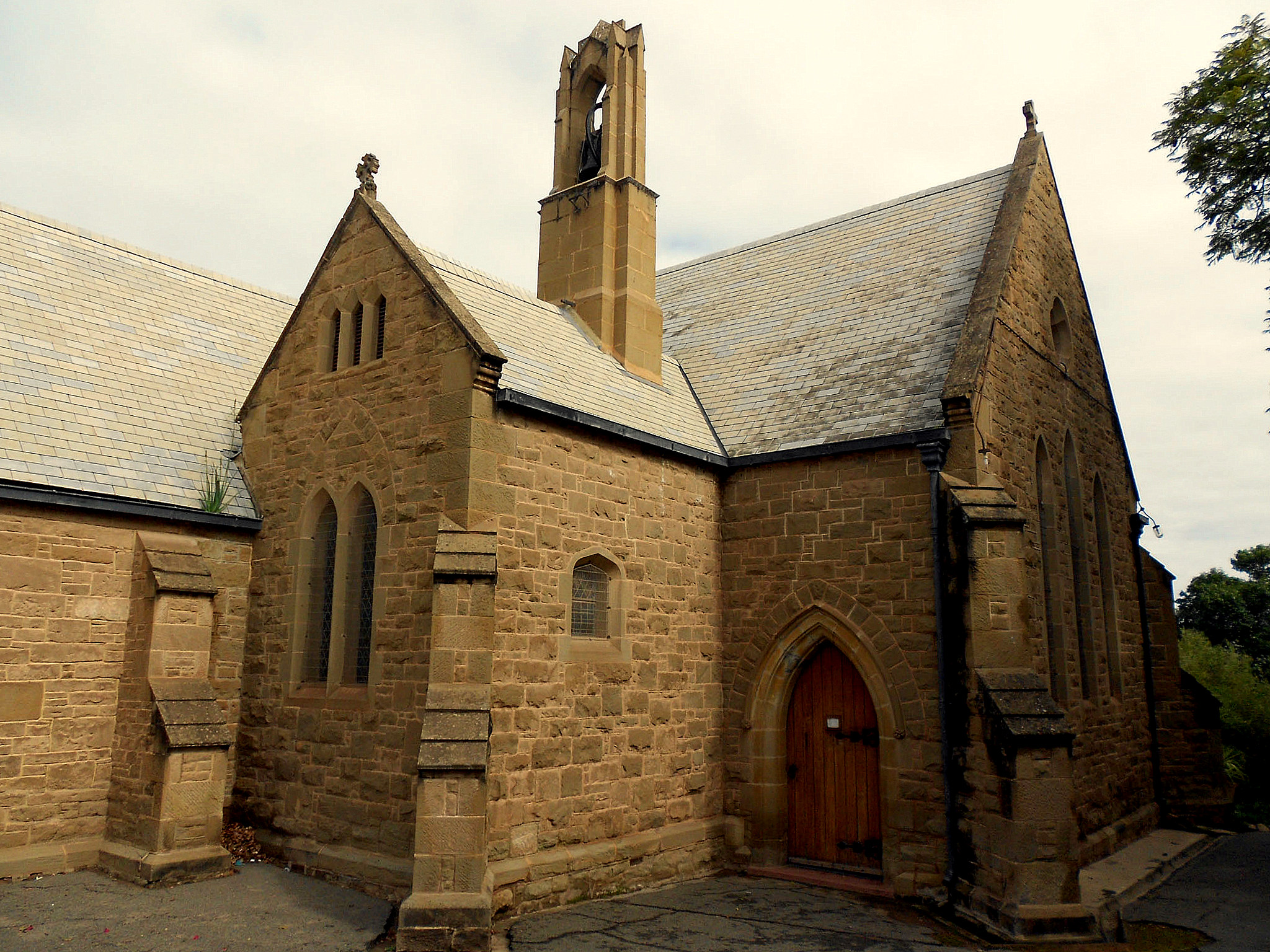
Церква св. Джуда, Оудсхорн (1860)
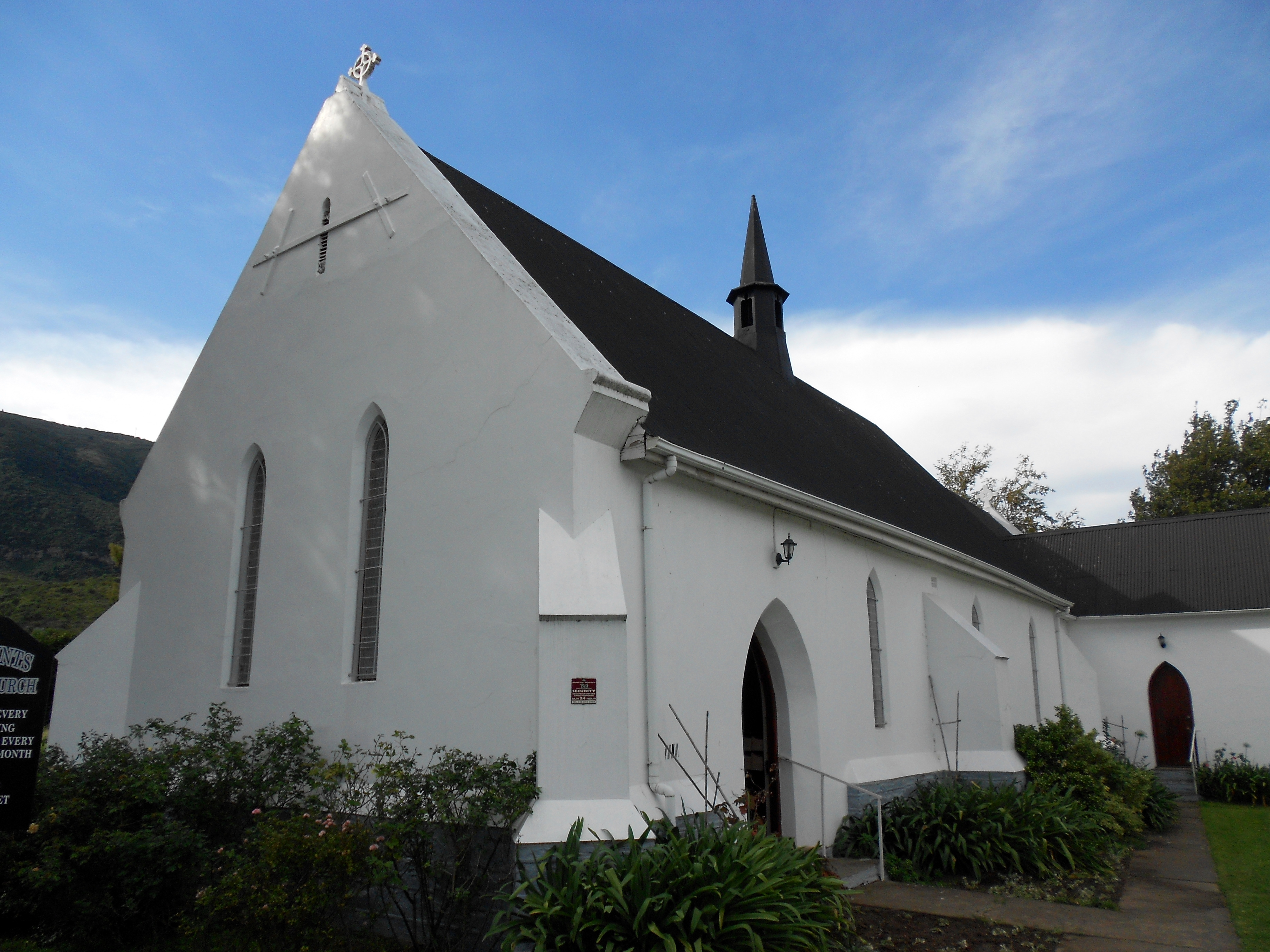
Церква Всіх Святих, Східний Сомерсет (1854)
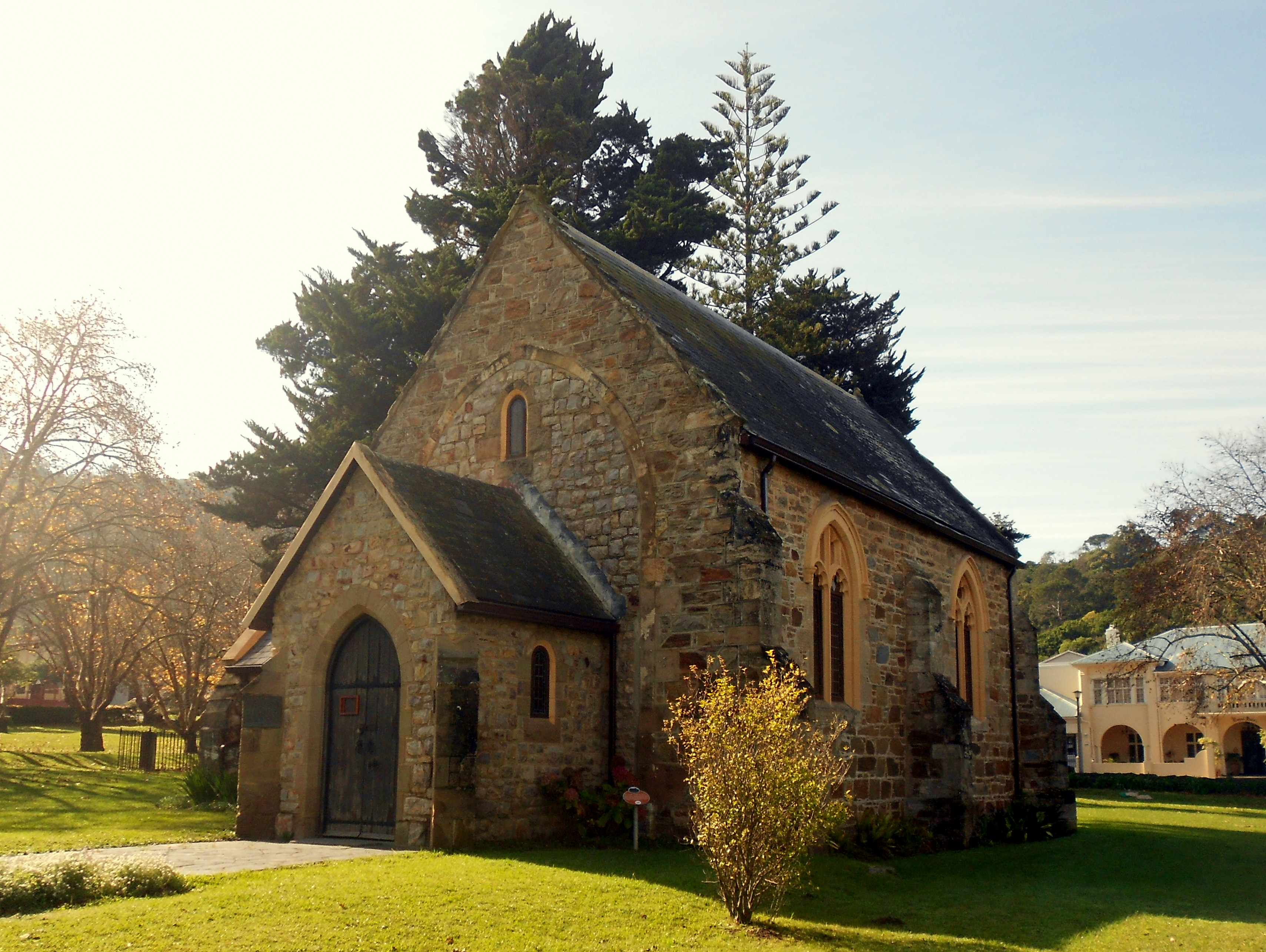
Церква святого Георгія, Книсна (1849)
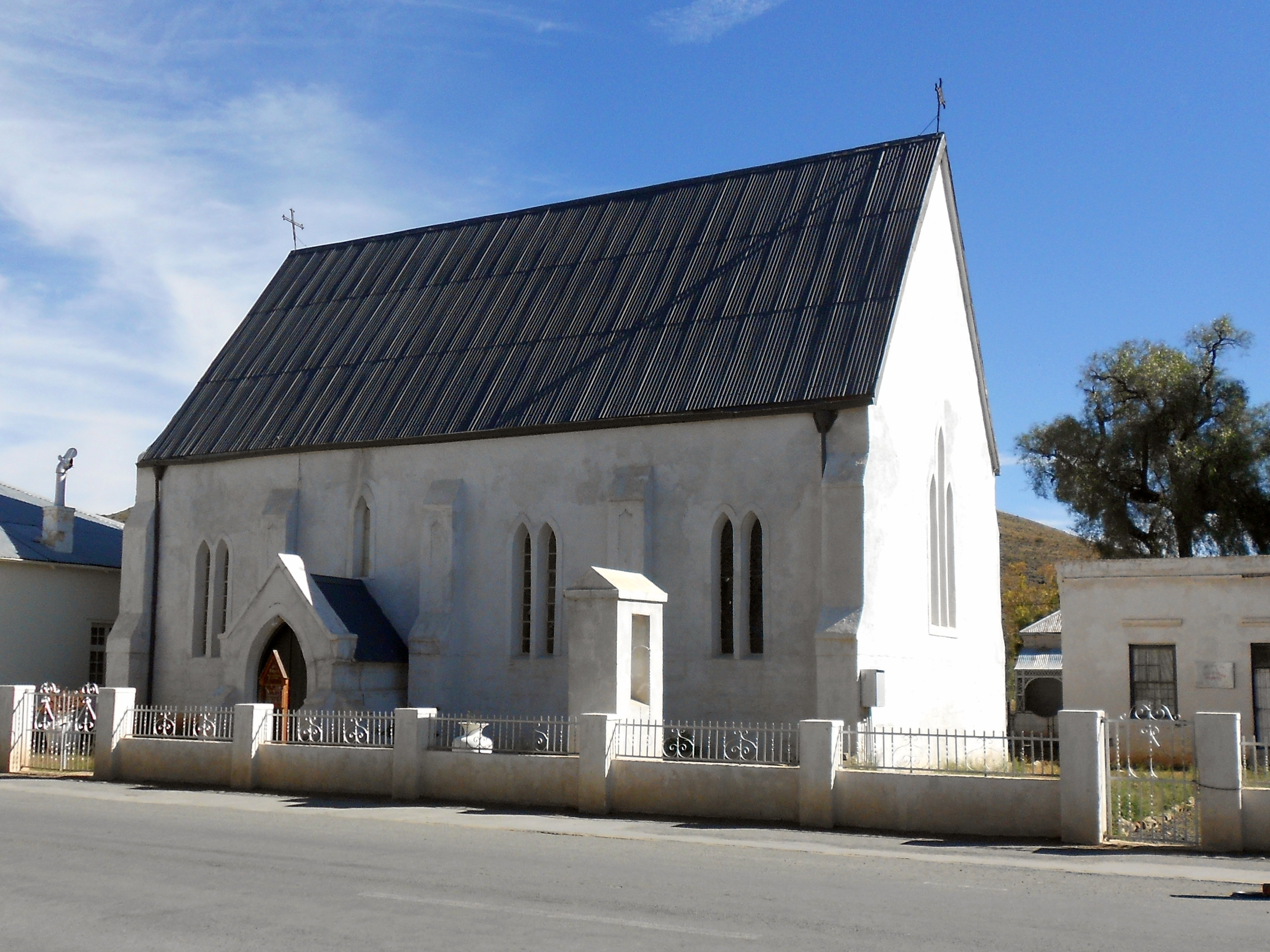
Церква святого Іоанна, Вікторія Вест (1869)
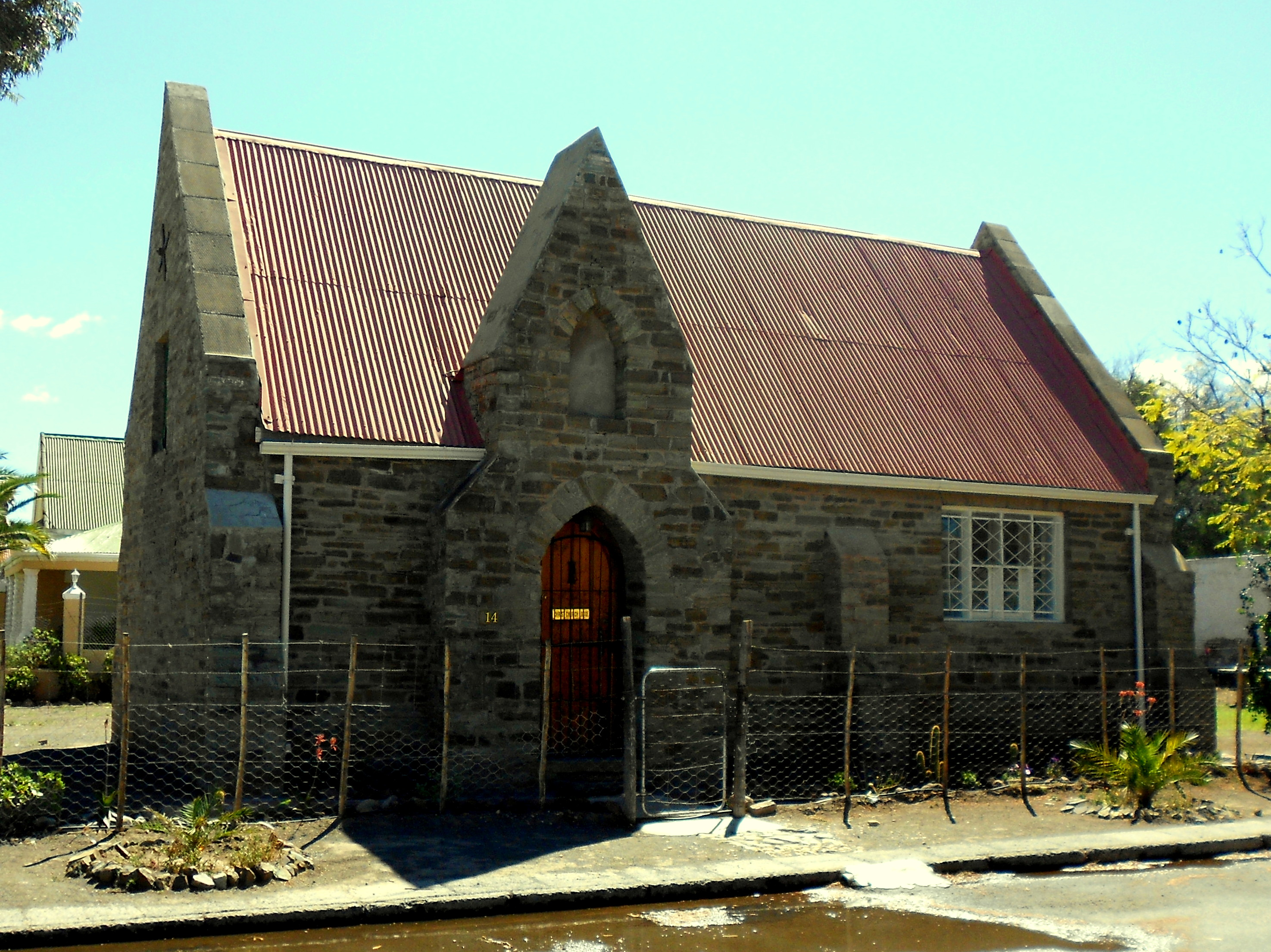
Шкільна каплиця, Захід Бофорта (1849)
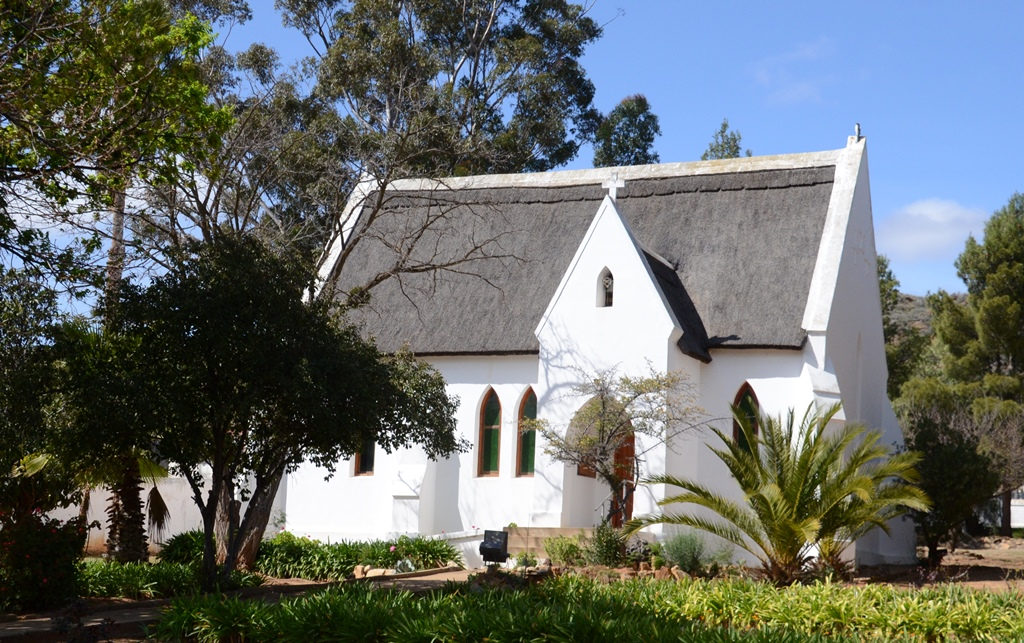
Церква Всіх Святих, Уніондейл (1869)
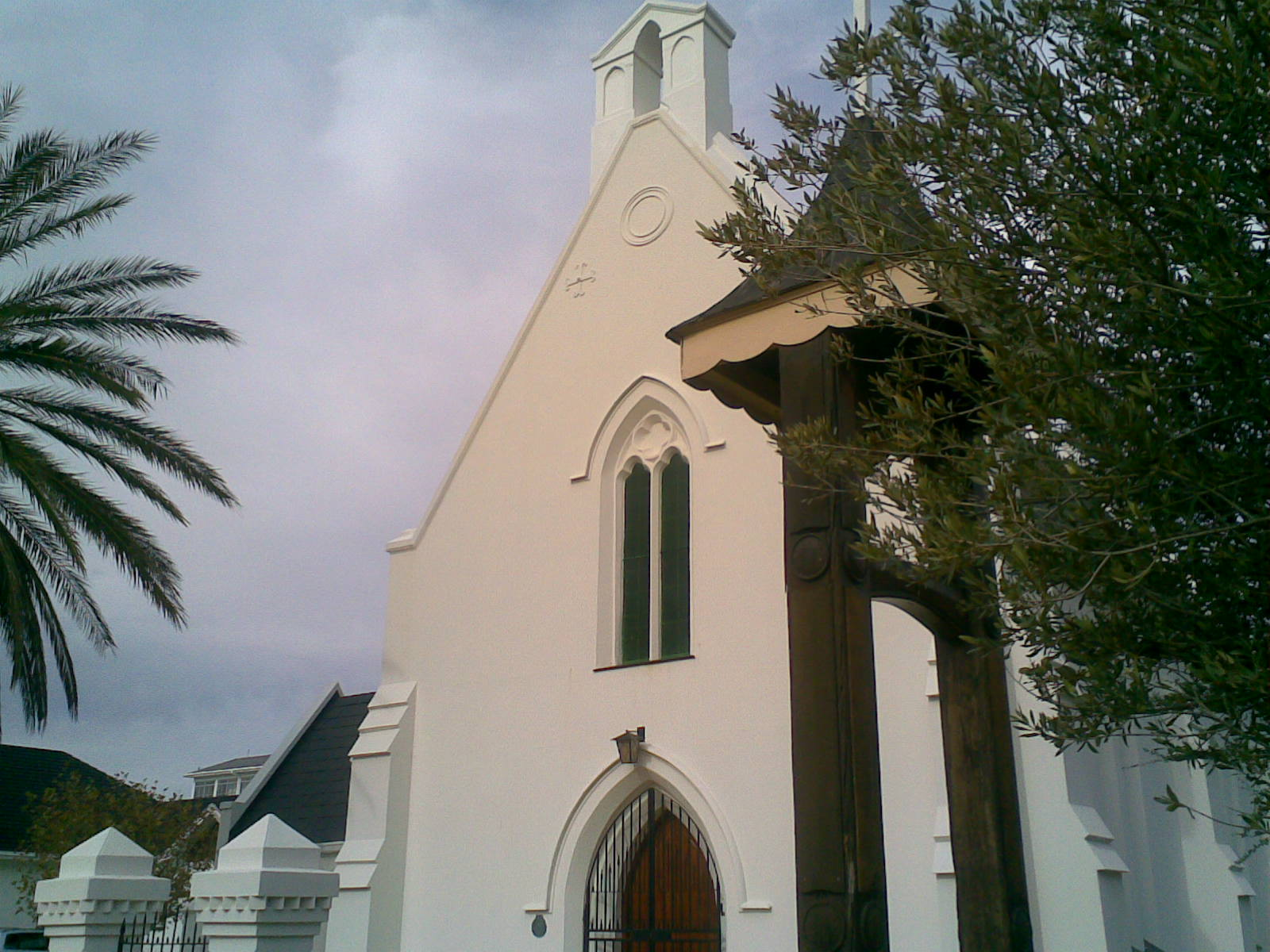
Сент-Джеймс Великий, Вустер (1852)